# Montazels

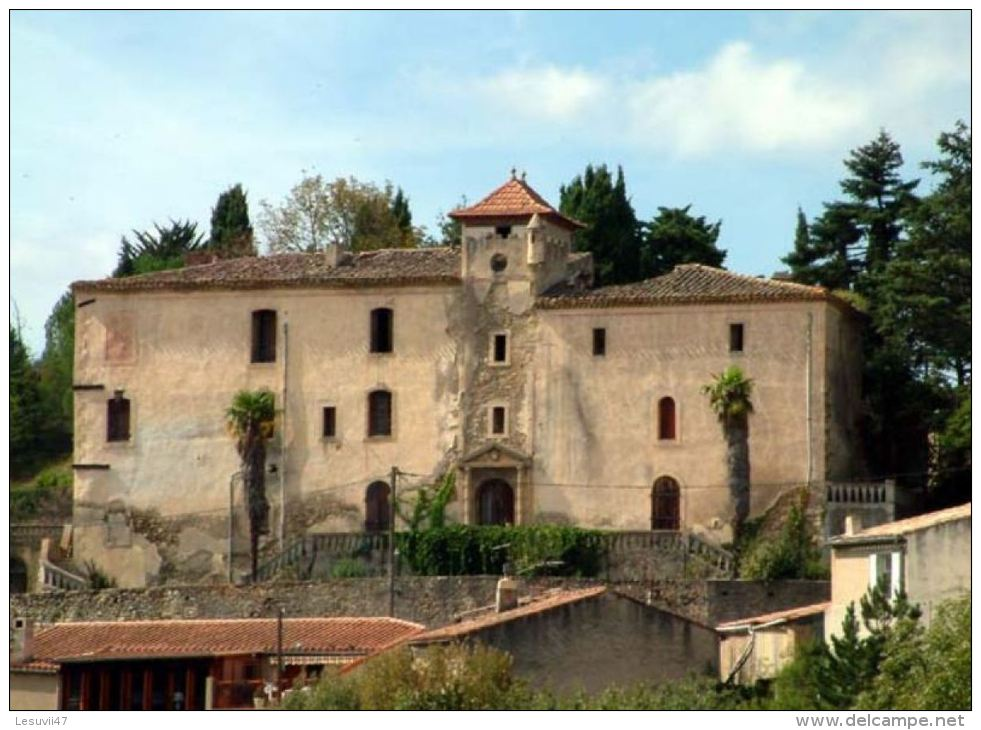

Montazels  est une commune française, située dans le sud-ouest du département de l'Aude en région Occitanie.
Sur le plan historique et culturel, la commune fait partie du Razès, un pays historiquement très étendu, qui ne se résume aujourd'hui qu'aux collines de la Malepère et au bas Razès au centre et au sud, limité par le pays de Sault. Exposée à un climat océanique altéré, elle est drainée par l'Aude, le ruisseau d'Antugnac et par un autre cours d'eau.
Montazels est une commune rurale qui compte 537 habitants en 2022, après avoir connu une forte hausse de la population depuis 1975. Elle appartient à l'unité urbaine d'Espéraza et fait partie de l'aire d'attraction de Limoux. Ses habitants sont appelés les Montazelois ou  Montazeloises.
Le patrimoine architectural de la commune comprend un immeuble protégé au titre des monuments historiques : la Fontaine, inscrite en 1951.

## Géographie
Longée par le fleuve Aude, ancienne Atax, la commune de Montazels est située sur la pente d'une colline orientée à l'est, dominée par le Mont Sec et s'étendant sur un large plateau du côté du couchant. Montazels s'élève au-dessus du village de Couiza avec vue directe sur les villages voisins de Rennes-le-Château et Coustaussa.

### Communes limitrophes
Les communes limitrophes sont  Alet-les-Bains, Antugnac, Couiza, Espéraza et Luc-sur-Aude.
|          | Alet-les-Bains | Luc-sur-Aude |
| Antugnac | Montazels      |              |
| Espéraza |                | Couiza       |

### Voies de communication et transports
Voie ferrée : gare de Couiza-Montazels (ligne Carcassonne - Rivesaltes).
Route : route départementale 118, Carcassonne-Quillan.

### Hydrographie
La commune est dans la région hydrographique « Côtiers méditerranéens », au sein du bassin hydrographique Rhône-Méditerranée-Corse. Elle est drainée par l'Aude, le ruisseau d'Antugnac et le ruisseau de Luc, qui constituent un réseau hydrographique de 6 km de longueur totale,.
L'Aude, d'une longueur totale de 223,59 km, prend sa source dans la commune des Angles et s'écoule du sud vers le nord. Elle traverse la commune et se jette dans le golfe du Lion à Fleury, après avoir traversé 73 communes.

### Climat
Pour des articles plus généraux, voir Climat de l'Occitanie et Climat de l'Aude.
En 2010, le climat de la commune est de type climat océanique altéré, selon une étude s'appuyant sur une série de données couvrant la période 1971-2000. En 2020, Météo-France publie une typologie des climats de la France métropolitaine dans laquelle la commune est exposée à un climat de montagne ou de marges de montagne et est dans la région climatique Pyrénées orientales, caractérisée par une faible pluviométrie, un très bon ensoleillement (2 600 h/an), un air sec, particulièrement en hiver et peu de brouillards.
Pour la période 1971-2000, la température annuelle moyenne est de 13,3 °C, avec une amplitude thermique annuelle de 15,3 °C. Le cumul annuel moyen de précipitations est de 807 mm, avec 11,1 jours de précipitations en janvier et 5 jours en juillet. Pour la période 1991-2020, la température moyenne annuelle observée sur la station météorologique la plus proche, située sur la commune de Granès à 5 km à vol d'oiseau, est de 13,5 °C et le cumul annuel moyen de précipitations est de 724,6 mm,. Pour l'avenir, les paramètres climatiques de la commune estimés pour 2050 selon différents scénarios d'émission de gaz à effet de serre sont consultables sur un site dédié publié par Météo-France en novembre 2022.

### Milieux naturels et biodiversité
Aucun espace naturel présentant un intérêt patrimonial n'est recensé sur la commune dans l'inventaire national du patrimoine naturel,,.

## Urbanisme

### Typologie
Au 1er janvier 2024, Montazels est catégorisée bourg rural, selon la nouvelle grille communale de densité à 7 niveaux définie par l'Insee en 2022.
Elle appartient à l'unité urbaine d'Espéraza, une agglomération intra-départementale dont elle est une commune de la banlieue,. Par ailleurs la commune fait partie de l'aire d'attraction de Limoux, dont elle est une commune de la couronne,. Cette aire, qui regroupe 39 communes, est catégorisée dans les aires de moins de 50 000 habitants,.

### Occupation des sols
L'occupation des sols de la commune, telle qu'elle ressort de la base de données européenne d’occupation biophysique des sols Corine Land Cover (CLC), est marquée par l'importance des forêts et milieux semi-naturels (51,8 % en 2018), en augmentation par rapport à 1990 (47,8 %). La répartition détaillée en 2018 est la suivante : 
milieux à végétation arbustive et/ou herbacée (50,3 %), zones agricoles hétérogènes (29,2 %), zones urbanisées (12,3 %), cultures permanentes (6,8 %), forêts (1,5 %). L'évolution de l’occupation des sols de la commune et de ses infrastructures peut être observée sur les différentes représentations cartographiques du territoire : la carte de Cassini (XVIIIe siècle), la carte d'état-major (1820-1866) et les cartes ou photos aériennes de l'IGN pour la période actuelle (1950 à aujourd'hui).

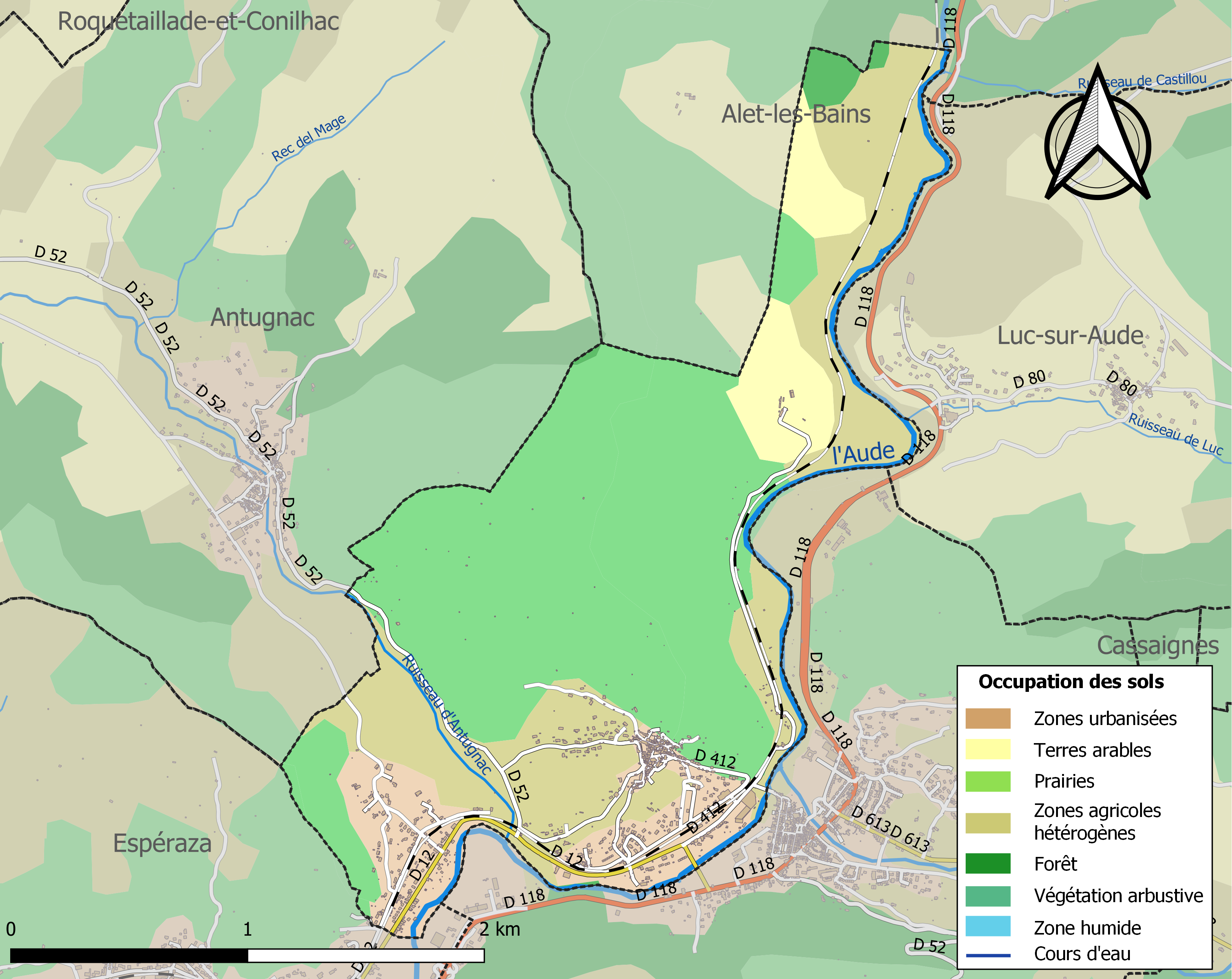
Carte des infrastructures et de l'occupation des sols de la commune en 2018 (CLC).

### Risques majeurs
Le territoire de la commune de Montazels est vulnérable à différents aléas naturels : météorologiques (tempête, orage, neige, grand froid, canicule ou sécheresse), inondations, feux de forêts et séisme (sismicité modérée). Il est également exposé à un risque technologique, la rupture d'un barrage, et à un risque particulier : le risque de radon. Un site publié par le BRGM permet d'évaluer simplement et rapidement les risques d'un bien localisé soit par son adresse soit par le numéro de sa parcelle.

#### Risques naturels
Certaines parties du territoire communal sont susceptibles d’être affectées par le risque d’inondation par débordement de cours d'eau, notamment l'Aude. La commune a été reconnue en état de catastrophe naturelle au titre des dommages causés par les inondations et coulées de boue survenues en 1982, 1992, 1996, 2009, 2018, 2019 et 2020,.

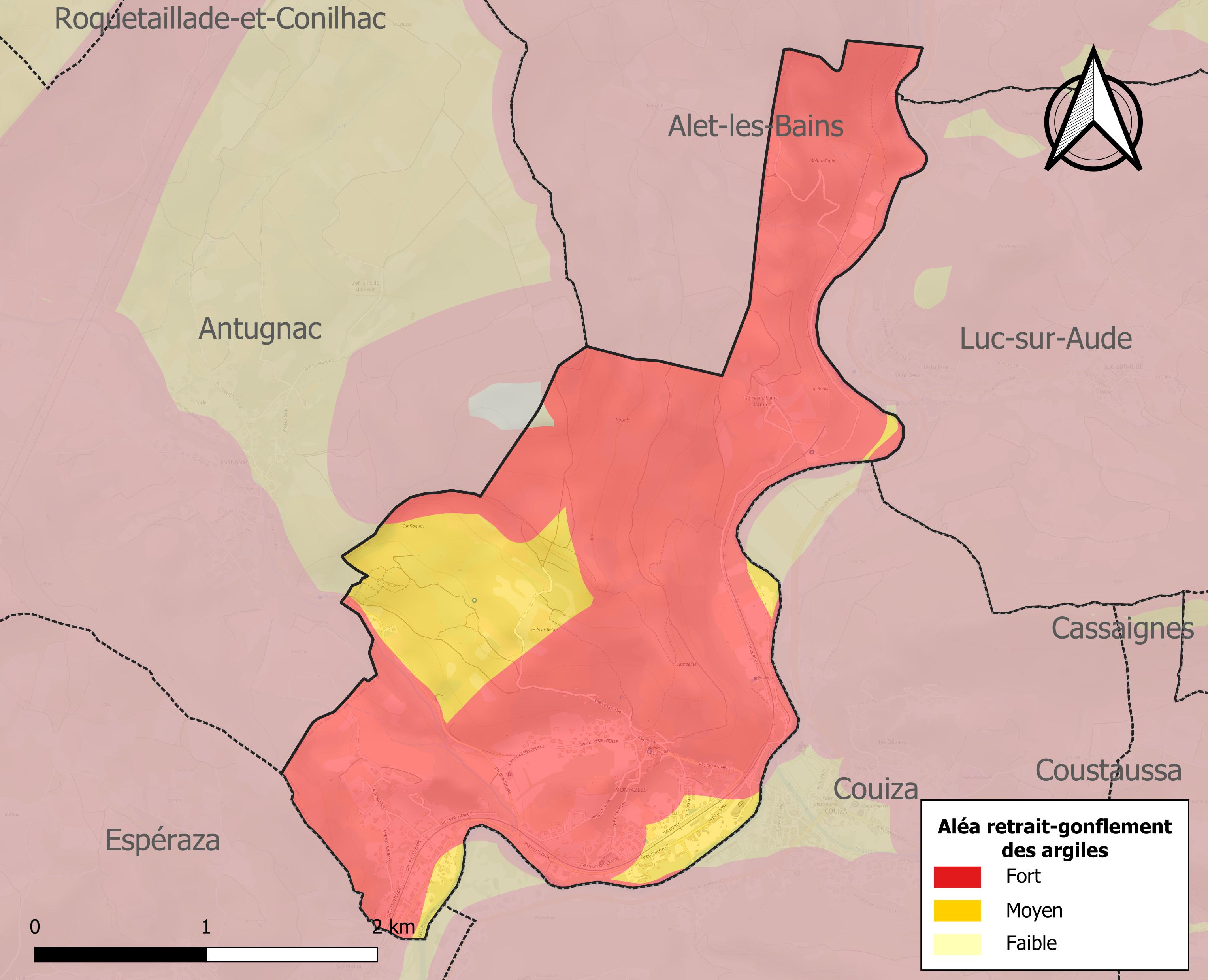
Carte des zones d'aléa retrait-gonflement des sols argileux de Montazels.

Le retrait-gonflement des sols argileux est susceptible d'engendrer des dommages importants aux bâtiments en cas d’alternance de périodes de sécheresse et de pluie. 99,8 % de la superficie communale est en aléa moyen ou fort (75,2 % au niveau départemental et 48,5 % au niveau national). Sur les 358 bâtiments dénombrés sur la commune en 2019, 358 sont en aléa moyen ou fort, soit 100 %, à comparer aux 94 % au niveau départemental et 54 % au niveau national. Une cartographie de l'exposition du territoire national au retrait gonflement des sols argileux est disponible sur le site du BRGM,.

#### Risques technologiques
La commune est en outre située en aval des barrages de Matemale et de Puyvalador, deux ouvrages de classe A, situés dans le département des Pyrénées-Orientales. À ce titre elle est susceptible d’être touchée par l’onde de submersion consécutive à la rupture d'un de ces ouvrages.

#### Risque particulier
Dans plusieurs parties du territoire national, le radon, accumulé dans certains logements ou autres locaux, peut constituer une source significative d’exposition de la population aux rayonnements ionisants. Certaines communes du département sont concernées par le risque radon à un niveau plus ou moins élevé. Selon la classification de 2018, la commune de Montazels est classée en zone 2, à savoir zone à potentiel radon faible mais sur lesquelles des facteurs géologiques particuliers peuvent faciliter le transfert du radon vers les bâtiments.

## Histoire
Fréquenté dès la préhistoire, l'origine de Montazels semble être affirmée depuis l'époque romaine. La contraction de sa toponymie serait issue du nom d'une villa gallo-romaine située sur son territoire actuel. J. Astor fait dériver le toponyme Montazels du latin monticellus signifiant le petit mont le montceau, il cite les formes anciennes Montcol en 1004 et Montazellis en 1319.
L'église paroissiale dédiée à sainte Cécile (Sainte Cécile de Montcol ou de Soroque) est mentionnée dans les sources dès 1004. (L'église actuelle a été construite à la fin du XVIIe siècle, le registre des baptêmes mariages et sépultures de cette période, conservé aux archives départementales, signale que les enfants nés à Montazels, à ce moment-là, sont baptisés à Couiza, l'église du village étant en construction). En 1319, la notion de "castrum de Montazel" est mentionné pour la première fois dans les sources.
Cros Mayrevieille relève dans son "histoire du comté de Carcassonne", le manuscrit 9551, folio 278, daté de 1235 à 1589, qui mentionne "la ville de Montazels en Rodès". Montazels apparaît également dans "l'assiette diocésaine" de 1594 et dans "la recherche diocésaine d'Alet", conservées aux archives départementales de l'Aude (Carcassonne), série C. En 1781, Montazels est également mentionné dans les archives diocésaines de la commune d'Alet. Vulgairement, nous pouvons trouver la dénomination de : Montazèls.
Louis Fédié dans son ouvrage : "Le comté de Razès et le diocèse d'Alet" nous dit : "Montazels est un ancien monastère bâti sur un pli de terrain qui domine les bords de l'Aude" et " fut probablement fondé par les religieux du couvent de Saint-Polycarpe" (canton de Saint-Hilaire, Aude). (Fédié a pu se tromper, l'abbaye de Saint Polycarpe possédait effectivement un prieuré sur les bords de l'Aude au lieu-dit Sainte Croix, près du ruisseau de Cascabel, sur l'actuel territoire communal. On y trouve encore les ruines d'une ancienne église). Placé sous l'autorité de Bernard Aton  vicomte de Carcassonne et de Razès, l'ancien couvent fut fortifié par l'un des seigneurs qui se vit attribuer les terres de Montazels, à titre de fief, par Bernard Aton. (On peut douter de l'existence de ce couvent fortifié. De nos jours une rue du vieux village porte le nom de "rue de la trigasallo" les vieux habitants prétendent que ce nom dériverait de l'occitan trigar signifiant trier car autrefois les paysans venaient, disent-ils, y récupérer les brebis qu'ils avaient confié au berger communal. En fait le compoix de Montazels de 1700 (consultable aux Archives Départementales) donne de ce toponyme une forme plus intelligible : "tras la sallo" qui signifie "derrière la Salle". La Salle était vers le Xe siècle un petit bâtiment suffisamment solide pour protéger les habitants du lieu en cas de danger. C'est sur l'emplacement de cette Salle ou à proximité que fut construit l'actuel château, construction qui pourrait être contemporaine de celle de l'église. Fin XVIIe siècle les seigneurs se retirent sur leurs terres et font des travaux d'embellissement) Bernard Aton désirait réunir les principaux seigneurs de sa vicomté à son entourage et pour cela, créa des châtellenies à titre de fiefs. "Quarante deux fiefs nobiliaires" sont institués autour de Rhedae. Avec le peu d'importance que représentait le fief de Montazels, tout laisse à penser qu'il dépendait du noble, "propriétaire" de Rhedae. Louis Fédié nous révèle le nom d'Altopol, sans aucune précision sur les sources sur lesquelles il s'appuie et qui peut correspondre à Guillaume Pierre d'Hautpoul.
De nos jours une rue du vieux village porte le nom de "rue de la trigasallo" les vieux habitants prétendent que ce nom dériverait de l'occitan trigar signifiant trier car autrefois les paysans venaient, disent-ils, y récupérer les brebis qu'ils avaient confié au berger communal. En fait le compoix de Montazels de 1700 (consultable aux Archives Départementales) donne de ce toponyme une forme plus intelligible : « tras la sallo » qui signifie « derrière la Salle ». Au Moyen Âge, la sala désignait la grande salle d'apparat d'un château. De fait, le château actuel édifié au XVIIe siècle est implanté à l'emplacement d'une fortification des XIIe et XIIIe siècles dont il subsiste encore d'importantes élévations.
Fin XVIIe siècle les seigneurs se retirent sur leurs terres et font des travaux d'embellissement)

## Politique et administration

### Liste des maires
| Période                                  | Période  | Identité          | Étiquette | Qualité |
| ---------------------------------------- | -------- | ----------------- | --------- | ------- |
| mars 2001                                | 2014     | André Fromilhague | PS        |         |
| mars 2014                                | En cours | Christophe Cuxac  |           |         |
| Les données manquantes sont à compléter. |          |                   |           |         |

## Démographie
L'évolution du nombre d'habitants est connue à travers les recensements de la population effectués dans la commune depuis 1793. Pour les communes de moins de 10 000 habitants, une enquête de recensement portant sur toute la population est réalisée tous les cinq ans, les populations de référence des années intermédiaires étant quant à elles estimées par interpolation ou extrapolation. Pour la commune, le premier recensement exhaustif entrant dans le cadre du nouveau dispositif a été réalisé en 2007.

En 2022, la commune comptait 537 habitants, en évolution de −5,62 % par rapport à 2016 (Aude : +2,65 %, France hors Mayotte : +2,11 %).
| 1793 | 1800 | 1806 | 1821 | 1831 | 1836 | 1841 | 1846 | 1851 |
| ---- | ---- | ---- | ---- | ---- | ---- | ---- | ---- | ---- |
| 238  | 230  | 236  | 262  | 289  | 297  | 313  | 294  | 312  |

| 1856 | 1861 | 1866 | 1872 | 1876 | 1881 | 1886 | 1891 | 1896 |
| ---- | ---- | ---- | ---- | ---- | ---- | ---- | ---- | ---- |
| 313  | 297  | 307  | 325  | 325  | 367  | 325  | 332  | 342  |

| 1901 | 1906 | 1911 | 1921 | 1926 | 1931 | 1936 | 1946 | 1954 |
| ---- | ---- | ---- | ---- | ---- | ---- | ---- | ---- | ---- |
| 385  | 453  | 418  | 372  | 389  | 389  | 401  | 400  | 418  |

| 1962 | 1968 | 1975 | 1982 | 1990 | 1999 | 2006 | 2007 | 2012 |
| ---- | ---- | ---- | ---- | ---- | ---- | ---- | ---- | ---- |
| 382  | 399  | 459  | 462  | 506  | 469  | 486  | 489  | 577  |

| 2017 | 2022 | - | - | - | - | - | - | - |
| ---- | ---- | - | - | - | - | - | - | - |
| 560  | 537  | - | - | - | - | - | - | - |

En 1377, la population du castrum de Mortazellis était réduite à 5 feux, c'est-à-dire 25 habitants.

## Économie

### Revenus
En 2018  (données Insee publiées en septembre 2021), la commune compte 261 ménages fiscaux, regroupant 527 personnes. La médiane du revenu disponible par unité de consommation est de 20 130 € (19 240 € dans le département).

### Emploi
| Division       | 2008   | 2013   | 2018   |
| -------------- | ------ | ------ | ------ |
| Commune        | 6,1 %  | 7,6 %  | 10,1 % |
| Département    | 10,2 % | 12,8 % | 12,6 % |
| France entière | 8,3 %  | 10 %   | 10 %   |

En 2018, la population âgée de 15 à 64 ans s'élève à 306 personnes, parmi lesquelles on compte 73 % d'actifs (62,9 % ayant un emploi et 10,1 % de chômeurs) et 27 % d'inactifs,. En  2018, le taux de chômage communal (au sens du recensement) des 15-64 ans est inférieur à celui du département, mais supérieur à celui de la France, alors qu'en 2008 il était inférieur à celui de la France.
La commune fait partie de la couronne de l'aire d'attraction de Limoux, du fait qu'au moins 15 % des actifs travaillent dans le pôle,. Elle compte 51 emplois en 2018, contre 55 en 2013 et 55 en 2008. Le nombre d'actifs ayant un emploi résidant dans la commune est de 195, soit un indicateur de concentration d'emploi de 26,2 % et un taux d'activité parmi les 15 ans ou plus de 48,6 %.
Sur ces 195 actifs de 15 ans ou plus ayant un emploi, 33 travaillent dans la commune, soit 17 % des habitants. Pour se rendre au travail, 91,3 % des habitants utilisent un véhicule personnel ou de fonction à quatre roues, 0,5 % les transports en commun, 5,5 % s'y rendent en deux-roues, à vélo ou à pied et 2,6 % n'ont pas besoin de transport (travail au domicile).

### Activités hors agriculture

#### Secteurs d'activités
26 établissements sont implantés  à Montazels au 31 décembre 2019. Le tableau ci-dessous en détaille le nombre par secteur d'activité et compare les ratios avec ceux du département,.
Le secteur du commerce de gros et de détail, des transports, de l'hébergement et de la restauration est prépondérant sur la commune puisqu'il représente 38,5 % du nombre total d'établissements de la commune (10 sur les 26 entreprises implantées  à Montazels), contre 32,3 % au niveau départemental.

### Agriculture
|               | 1988 | 2000 | 2010 | 2020 |
| ------------- | ---- | ---- | ---- | ---- |
| Exploitations | 29   | 5    | 2    | 4    |
| SAU (ha)      | 70   | 32   | 16   | 39   |

La commune est dans la « Région viticole » de l'Aude, une petite région agricole occupant une grande partie centrale du département, également dénommée localement « Corbeilles Minervois et Carcasses-Limouxin ». En 2020, l'orientation technico-économique de l'agriculture  sur la commune est la viticulture. Quatre exploitations agricoles ayant leur siège dans la commune sont dénombrées lors du recensement agricole de 2020 (29 en 1988). La superficie agricole utilisée est de 39 ha,,.

#### Cultures
À la fin du XIXe siècle, la culture principale était la vigne qui occupait 323 hectares (soit 2 000 hectolitres de vin), mais également des cultures de pêchers, abricotiers, figuiers, cerisiers (guignes), pommiers, poiriers, grenadiers. L'olivier était également présent sur les coteaux avec une récolte d'environ dix quintaux d'huile par an.

## Culture locale et patrimoine

### Lieux et monuments
- Château de Montazels.
- Église Sainte-Cécile de Montazels, 1004.
- Le Griffoul vers 1750.
- La chapelle de 1834.

### Personnalités liées à la commune
- François de Calmès (Joseph-François) seigneur de Montazels au XVIIIe siècle. Né en 1740, co-seigneur de Barbaira, seigneur de Montazels, chevalier de l'ordre de Saint-Louis et baron de Serviès (en Val). Lieutenant du Génie dans l'armée de Condé puis capitaine d'infanterie, il épouse en 1772 mademoiselle Marie de Fournas Labrosse, originaire de Frabrezan. Cette dernière décède en 1773, sans avoir amené d'héritier à la seigneurie de Montazels. En secondes noces, Joseph-François épouse Madelaine (Magdelaine) de Bellissens, originaire de Cailhavel. En 1784, il échange les terres et la seigneurie de Montazels contre celles de Serviès à Henriette Eustachie de Castellan de Caumont, épouse de Guillaume de Vic et neveu de Joseph-François. Cette dernière épouse en 1785 Jean Hector de Casemajou, amenant ainsi la seigneurie de Montazels dans cette famille[43].
- Jean Bernard Carles (1721 à Quillan - 1806 à Montazels). Il est nommé curé de la paroisse de Montazels, le 16 novembre 1751. Après les évènements de 1789, il refusa de prêter serment à la république courant de l'année 1790 et se réfugia en Espagne. Ses biens furent saisis et vendus au titre de "migrants". Puis en 1792, il finit par jurer sa loyauté à la république, mais ne retrouvera sa paroisse qu'en 1801. Durant son activité, il fut l’instigateur de la construction du bassin (Griffoul), ornant la place de la mairie actuelle. Pour cela, il obtint des fonds sous forme de dons, auprès de ses administrés. Pour l'alimenter en eau, il utilisa une fontaine située à environ deux à trois kilomètres du village. Ce monument est classé auprès des monuments historiques, depuis le 12 février 1951[44].
- Joseph Saunière dit "Cubié" (1823 - 1900) ancien régisseur des terres du château de Montazels et métayer du marquis de Cazamajou (ancien propriétaire du château). Il fut maire du village et gérant de la minoterie du château (lieu-dit le moulin). Père du fameux curé, il était marié à Marguerite Hugues (1833 - 1909) qui lui donna onze enfants (cinq filles et six garçons)[45].
- Abbé François Bérenger Saunière (1852 - 1917). Aîné de la famille Saunière (né à Montazels) et curé de Rennes-le-Château à la fin de sa vie.

### Héraldique
| Montazels | Son blasonnement est : Parti émanché d'argent et de gueules. |